# Bodianus eclancheri
Bodianus eclancheri är en fiskart som först beskrevs av Valenciennes, 1846.  Bodianus eclancheri ingår i släktet Bodianus och familjen läppfiskar. IUCN kategoriserar arten globalt som livskraftig. Inga underarter finns listade.